# Marino Lugo
Marino José Lugo Aguilar (f. 17 de abril de 2024) fue un militar venezolano. En 2024 fue arrestado en relación con la investigación del caso PDVSA-Cripto. Horas después se anunció su muerte, siendo la tercera persona fallecida bajo custodia arrestada por dicho caso.

## Carrera
Marino es militar de carrera egresado de la Academia Militar de Venezuela en 1999. Desde su graduación en 1999 hasta 2013, con la muerte del presidente Hugo Chávez, formó parte de la Guardia de Honor Presidencial. En julio de 2007 fue ascendido al rango de capitán efectivo, y en julio de 2012 al rango de mayor.En 2011 comienza a relacionarse en Petróleos de Venezuela (PDVSA),donde fue designado como director gerente de mercado nacional, cargo que ejerció entre 2020 y 2023. En la posición encabezó el proceso de dolarización de la gasolina en las estaciones de servicio. Lugo ejerció el cargo. También fue gerente general de seguridad del Banco del Tesoro y estuvo en una filial de la Corporación Socialista de Cemento cuando Antonio Pérez Suárez era su presidente, momento en el que ya ostentaba el rango de coronel.

## Detención y muerte
El 16 de abril de 2024 fue detenido por funcionarios la Dirección General de Contrainteligencia Militar (DGCIM) como parte de la investigación sobre corrupción del caso PDVSA-Cripto. Desde marzo de 2023, alrededor de 60 personas habían sido arrestadas en relación con el caso, incluyendo al exministro de petróleo Tareck El Aissami. Lugo iba a ser imputado con los delitos de "apropiación o distracción del patrimonio público; concierto para la celebración de contratos; evasión de procedimientos, controles o restricciones en licitaciones; legitimación de capitales, traición a la patria", y asociación para delinquir.La detención de Marino no fue anunciada de manera oficial por el Ministerio Público.
El 17 de abril, horas después de su detención y de ser interrogado por la DGCIM, el Ministerio Público de Venezuela informó sobre la muerte de Marino bajo custodia policial. Fue la tercera persona fallecida bajo custodia arrestada por el caso PDVSA-Cripto, después de Leoner Azuaje y de Juan Almeida Morgado. La causa oficial de muerte anunciada fue «suicidio» por «ahorcamiento».El líder opositor exiliado Juan Guaidó cuestionó la versión oficial, recordando el asesinato de Fernando Albán bajo custodia y declarando: «Emulan a Rusia donde casualmente los enemigos de Putin se "suicidan" mes a mes». La activista Elisa Trotta también cuestionó el suicidio como causa oficial, condenó muertos similares, e hizo la comparación con el asesinato del capitán Rafael Acosta Arévalo, quien fue torturado durante su encarcelamiento y murió poco después.